# ماتس گرامبوش
ماتس گرامبوش (آلمانی: Mats Grambusch؛ زادهٔ ۴ نوامبر ۱۹۹۳) بازیکن هاکی روی چمن اهل آلمان است.